# 장애인 아시안 게임
장애인 아시안 게임, 장애인아시아경기대회, 아시안패러게임(Asian Para Games)은 아시안 게임이 열린 후에 열리는 스포츠 대회로, 아시아 패럴림픽 위원회가 주최한다. 국제 패럴림픽 위원회가 인식하는 대회 중 패럴림픽 다음으로 규모가 크다.
첫 번째 대회는 2010년 중화인민공화국 광저우에서 개최되었다.

## 역대 대회
| 년도 | 회  | 개최지                | 개최날짜              | 참가국    | 참가선수  | 경기종목  | 비고      |
| ---- | --- | --------------------- | --------------------- | --------- | --------- | --------- | --------- |
| 2010 | I   | 중화인민공화국 광저우 | 12월 12일 ~ 12월 19일 | 41        | 2,405     | 19        | [ A ]     |
| 2014 | II  | 대한민국 인천         | 10월 18일 ~ 10월 24일 | 41        | 2,850     | 24        |           |
| 2018 | III | 인도네시아 자카르타   | 10월 6일 ~ 10월 13일  | 43        | 2,831     | 18        |           |
| 2022 | IV  | 중화인민공화국 항저우 | 10월 22일 ~ 10월 28일 | 33        | 3,100     | 22        |           |
| 2026 | V   | 일본 나고야           | 10월 18일 ~ 10월 24일 | 개최 예정 | 개최 예정 | 개최 예정 | 개최 예정 |
| 2030 | VI  | 카타르 도하           |                       | 개최 예정 | 개최 예정 | 개최 예정 | 개최 예정 |
| 2034 | VII | 사우디아라비아 리야드 |                       | 개최 예정 | 개최 예정 | 개최 예정 | 개최 예정 |

## 같이 보기
- 아시아태평양장애인경기대회
- 아시안 게임
- 장애인 팬아메리칸 게임